# Dame De Traversay
Dame De Traversay ist ein Ort im Quarter (Distrikt) Anse-la-Raye im Westen des Inselstaates St. Lucia in der Karibik. 

## Geographie
Der Ort liegt im Tal des Roseau River an dessen Oberlauf, im Herzen von St. Lucia zwischen Durandeau (NW), Sand De Feu  (O), Millet (S) und Enbar Pwin (SW).
Im Ort gibt es eine Kirche der Church of God.

## Klima
Nach dem Köppen-Geiger-System zeichnet sich Dame De Traversay durch ein tropisches Klima mit der Kurzbezeichnung Af aus.

## Kultur
Im Ort gibt es die Kirchen Seventh Day Adventist Church "Vanard" und Christian Faith Assembly. 